# Могг, Фил
Фил Могг (англ. Phil Mogg, полное имя Филипп Джон Могг, англ. Phillip John Mogg, 15 апреля 1948 года в Лондоне, Великобритания) — британский певец, один из основателей хард-рок-группы UFO. За более чем сорокалетнюю карьеру является единственным бессменным участником группы и автором большинства текстов песен.
В конце 90-х, когда UFO временно приостановили творческую деятельность, вместе с другим музыкантом UFO Питом Уэем создал проект Mogg/Way, в рамках которого были записаны два альбома. В начале 2000-х участвовал в проекте $ign of 4. Единственный альбом Dancing with St. Peter был выпущен 29 апреля 2003 года. Перезаписанную версию песни «Dancing with St. Peter» UFO включили, как бонус-трек на диджипак версии
альбома The Visitor.
Среди вокалистов, оказавших на него влияние, Могг называет Рода Стюарта, Стива Марриотта и Эрика Бёрдона.

## Музыкальная карьера
Сформировавшись в 1969 году, первый UFO получила известность как космическая рок-группа с серией записей на Beacon / Decca Records. После того, как в 1973 году группу покинул Марсден, к ним присоединился ведущий гитарист Михаэль Шенкер, они подписали контракт с Chrysalis Records и изменили свой музыкальный стиль с космического рока на хард-рок и хэви-метал, но, как два предыдущих релиза, Phenomenon имел скромный коммерческий успех. Однако НЛО часто называют одним из ключевых факторов, повлиявших на хард-рок и хэви-метал сцены 1980-х и 1990-х годов, включая такие группы, как Scorpions, Judas Priest, Iron Maiden, Guns N 'Roses, Def Leppard, Slayer, Megadeth и многих других, ну а также Dio. Могг написал большую часть текстов UFO, а музыку написали Уэй, Шенкер а позже, Пол Рэймонд, хотя Шенкер покинул группу в 1978 году, чтобы создать свою сольную группу. Могг - единственный участник UFO, который появляется на всех альбомах группы и остается их единственным постоянным участником.

## Личная жизнь
Фил Могг был чемпионом по боксу среди юниоров в Северном Лондоне до своей музыкальной карьеры. 
Он женат на Эмме Могг, бывшей девушке с 2006 года, и в настоящее время проживает в Брайтоне, Восточном Суссексе, Англия. 
Он дядя Найджела Могга, бывшего басиста The Quireboys.
Также у Могга есть двое сыновей от предыдущего брака.

## Дискография

### UFO
- UFO 1 (1970)
- UFO 2: Flying (1971)
- Phenomenon (1974)
- Force It (1975)
- No Heavy Petting (1976)
- Lights Out (1977)
- Obsession (1978)
- No Place to Run (1980)
- The Wild, the Willing and the Innocent (1981)
- Mechanix (1982)
- Making Contact (1983)
- Misdemeanor (1985)
- Ain't Misbehavin' (1988)
- High Stakes & Dangerous Men (1992)
- Walk on Water (1995)
- Covenant (2000)
- Sharks (2002)
- You Are Here (2004)
- The Monkey Puzzle (2006)
- The Visitor (2009)
- Seven Deadly (2012)
- A Conspiracy of Stars (2015)
- The Salentino Cuts (2017)

### Mogg/Way
- Edge of the World (1997)
- Chocolate Box (1999)

### $ign of 4
- Dancing with St. Peter (2003)